# 湖泊區 (科特迪瓦)
6°39′N 4°42′W / 6.650°N 4.700°W
湖泊區（法語：District des Lacs），是科特迪瓦的14個行政區之一，位於該國中部，成立於2011年行政区划调整，由原恩济-科莫埃区及原湖泊区的大部分一同组成。首府設於丁博克羅，面積28,500平方公里，2014年人口1,258,604，人口密度每平方公里44人。得名自科蘇湖。

## 行政区划
湖泊区分为四个大区：
- 恩济大区
- 莫罗努大区
- 伊富大區
- 貝利耶大區